# Nipperella
Nipperella es un género de foraminífero bentónico considerado un sinónimo posterior de Fusulinella de la subfamilia Fusulinellinae, de la familia Fusulinidae, de la superfamilia Fusulinoidea, del suborden Fusulinina y del orden Fusulinida. Su especie tipo era Fusulinella nipperensis. Su rango cronoestratigráfico abarcaba el Bashkiriense (Carbonífero superior).

## Discusión
Clasificaciones más recientes incluirían Nipperella en la subclase Fusulinana de la clase Fusulinata. Ozawaina fue propuesto como un subgénero de Fusulinella, es decir, Fusulinella (Ozawaina).

## Clasificación
Nipperella incluía a la siguiente especie:
- Nipperella nipperensis †